# Moses Feinkind

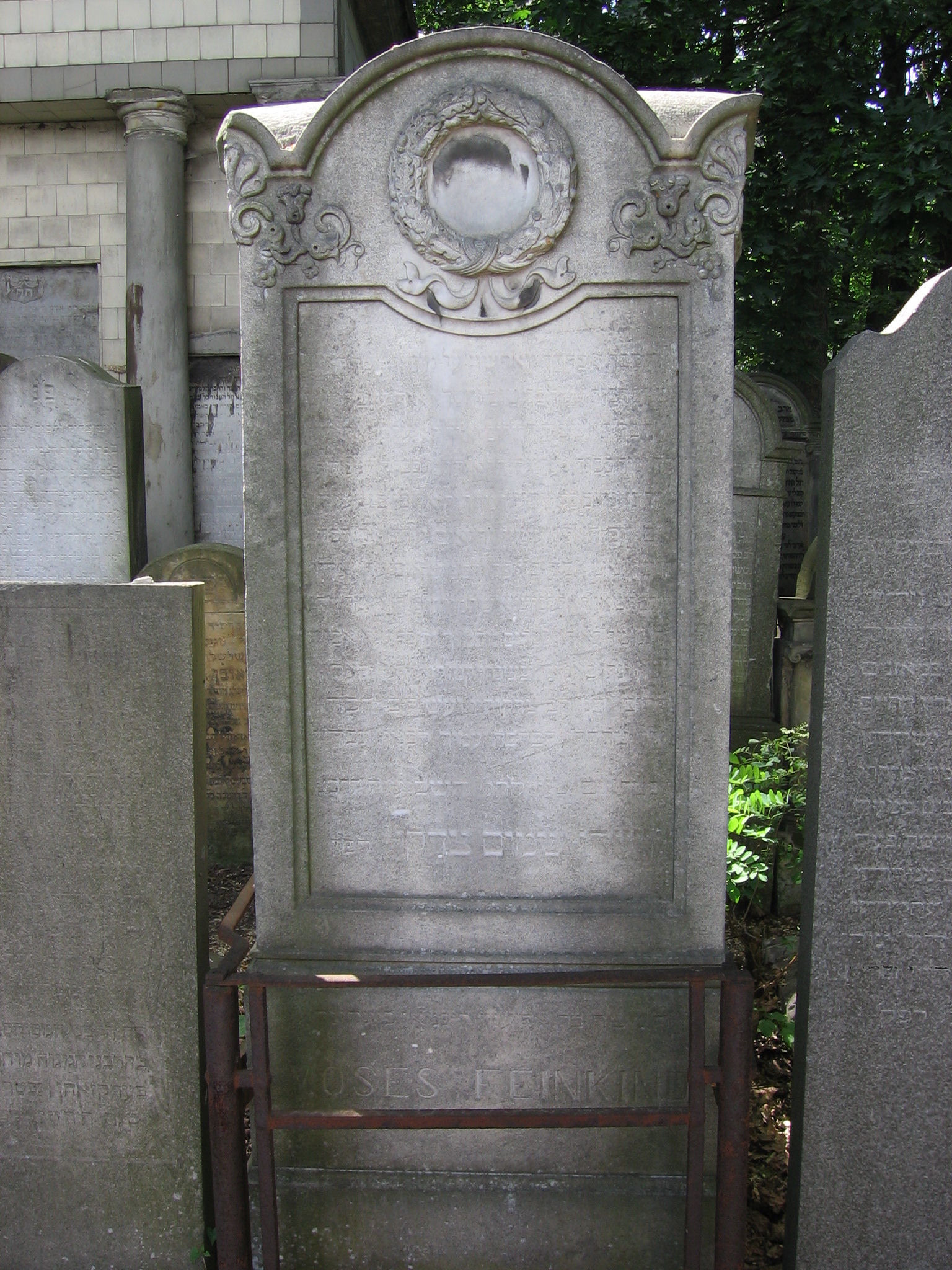
Grób Mosesa Feinkinda na cmentarzu żydowskim przy ulicy Okopowej w Warszawie

Moses Feinkind (ur. 1805, zm. 17 maja 1869 w Warszawie) – polski działacz społeczności żydowskiej, kupiec, prezes warszawskiej gminy żydowskiej.
Pochowany jest na cmentarzu żydowskim przy ulicy Okopowej w Warszawie (kwatera 1, rząd 4).